# دولس ماريا غونزاليس
دولس ماريا غونزاليس (بالإسبانية: Dulce María González)‏ هي كاتِبة مكسيكية، ولدت في 11 يوليو 1958، وتوفيت في 11 يوليو 2014.